# La signora nel cemento
La signora nel cemento (Lady in Cement) è un film del 1968 diretto da Gordon Douglas con Frank Sinatra, Raquel Welch e Richard Conte. È la seconda pellicola, dopo L'investigatore del 1967, avente come protagonista il detective Tony Rome.

## Trama
Nel corso di un'immersione subacquea al largo della costa di Miami, in cerca di uno degli undici leggendari galeoni spagnoli ivi affondati nel 1591, l'investigatore privato Tony Rome scopre sul fondo dell'oceano una donna morta, i cui piedi sono incassati in un blocco di cemento.
Rome riferisce quanto sopra al tenente della polizia locale Dave Santini e pare successivamente dimenticarsi dell'incidente, finché Waldo Gronski non lo ingaggia per ritrovare una donna scomparsa, Sandra Lomax.
Dopo aver indagato in un paio di locali notturni della zona e raccolto alcuni nomi e indizi, Rome si imbatte presto nella splendida Kit Forrester, ricca e giovane ereditiera alcolizzata, al cui party pare abbia partecipato Sandra Lomax la sera prima della sua misteriosa sparizione.
L'interesse di Rome nei confronti di Forrester solleva le ire del criminale Al Mungar, un gangster apparentemente ritiratosi dalle proprie attività criminose, che si prende cura degli interessi di Kit.
Pensando che possa esserci una connessione tra Lomax, Forrester e Mungar, Rome tenta di approfondire le proprie indagini e nel contempo inizia una relazione romantica con la bella Kit.
Con i poliziotti e i criminali alle calcagna, e l'onnipresente Gronski che gli soffia sul collo, Rome si ritrova ben presto alle prese con un caso scottante che pare fornirgli molti dubbi e poche risposte.